# 泰雅文學
泰雅族文學（英語：Literature of Atayal），與台灣原住民泰雅族相關，由該族作家或與該族互動密切之其他族群作家所創作，且可以明確表現出該族歷史、文化等特色的文學作品，包含目前已有明確記載之口傳的傳說、神話、歌謠，以及原先以文字等書面形式記載之詩歌、散文、小說等文學作品。

## 泰雅文學概要
由於本身並沒有文字的關係，因此目前大多數的泰雅族文學是1950年代以後的作家文學，口傳的民間文學相對較少，大多以神話和傳說為主。泰雅族文學主要分為兩大類，口傳文學以及書面文學。其中口傳民間文學大略分成神話(如創世)，以及傳說(如射日)兩大類，自日治時期開始出現書面化的神話與傳說集。至於書面文學的部分，泰雅族的書面文學起步於光復之後，除了最為知名且創作類型多元的瓦歷斯諾幹之外，也有如女性作家麗依京尤瑪、娃利斯羅干，以及天狗部落之歌作者游霸士撓給赫等人，隨著教育的普及等因素，泰雅族的書面文學逐漸蓬勃發展。

## 口傳民間文學

### 神話傳說與民間故事
```
泰雅族有著許多關於開天闢地、族群起源、自然現象、遠古英雄的神話與神話。這些傳說與神話除反映泰雅族人的遠古思維，也表現出族人對於自然界的豐富想像。唯一比較特別的地方是，泰雅族的傳說與神話較難明確區分，在此將神話歸納為泰雅族的起源與發展有深刻的影響，傳說則是族人對於自然運行，如射日傳說等，或是部落文化源起的解釋。
```

#### 《占卜鳥希利克》
「南湖大山帕奔柯洛地方有一個巨石。有一天，一隻鳥在一塊大石頭上焦慮地要搖動他，卻無能為力，這時候，飛來一隻希立克鳥，輕易地就把它推落坡下的水中，巨石裂開，裡面走出來一個男人，接著又走出來一個女人(有一說是四位男女)，這就是泰雅族的祖先。因此，後來泰雅族人，崇拜希利克鳥靈鳥者~南澳泰雅族」

## 書面作家文學

### 散文

#### 《城市殘酷》
瓦歷斯．諾幹第一本短篇散文集。背景在他的部落Mihu，以及大安溪。以泰雅的視野，以Mihu部落為定位，藉由小人物的生存故事道出原住民在主流社會中所遭受的異樣眼光並表露出原住民內心的情感世界。

#### 《讓我的同胞知道》
作者孔文吉，探討少數民族的傳播現況、政策制定、相關運動，並結合傳播理論，深入剖析傳播媒體與原住民形象的關係

### 小說

#### 《天狗部落之歌》
游霸士˙撓給赫所作，以散文方式、小說筆法，從泰雅族少女向長輩表示為何要紋面開始說起，表達出年輕一代的族人對傳統文化的排斥，藉此講述泰雅族紋面的文化，希望能夠恢復民族自信心與道德勇氣，以泰雅族為榮。

#### 《馬黑波風雲》
作者鍾肇政，記述霧社事件的長篇小說，開啟文學界關懷原住民歷史命運、文化處境的先聲
。馬黑波風雲是以原住民為主角的小說。這篇小說之所以非常有特色是因為他描述了台灣史上最具代表性的原住民抗日事件，能以非原住民的角度訴說原住民的抗日事件，且每個角色的形象都非常鮮明，有此可見得作者在創作這篇作品時，能以事件中泰雅族(當時尚未區分泰雅與賽德克)的角度來進行撰寫，可說是漢人作家寫作泰雅族文學的代表作之一。